# Unione Sportiva Triestina Hockey
La Unione Sportiva Triestina Hockey, de forma abreviada US Triestina Hockey, fue un club de hockey sobre patines de la localidad italiana de Trieste, en la región de Friuli-Venecia Julia. Fue fundado en 1922 y cesó sus actividades deportivas en 1990. Durante la dictadura de Benito Mussolini el club cambió su denominación por la de Dopolavoro Pubblico Impiego di Trieste (1934-1944).
Es el segundo club (tras el Hockey Novara) con más ligas de Italia con un total de 19 entorchados, distribuidos desde la década de 1920 hasta la de 1960. Curiosamente, con semejante palmarés, no posee ningún título de copa de Italia, ya que la única final que disputó la perdió ante el Hockey Breganze en 1968.
A nivel europeo destaca el subcampeonato de la Copa de Europa de la temporada 1967-68, en la que cayó derrotado por el Reus Deportiu.
Tras casi una década sin conseguir ningún título, en la temporada 1976 desciende a serie B (posteriormente denominada Serie A2) en la que se mantiene hasta su desaparición en 1990.

## Palmarés
- 19 Ligas de Italia: 1925, 1926, 1927, 1928, 1929, 1937*, 1938*, 1939*, 1940*, 1941*, 1942*, 1945, 1952, 1954, 1955, 1962, 1963, 1964, 1967 (*): Bajo la denominación de Dopolavoro Pubblico Impiego di Trieste.